# Corporación Aeronáutica Estadounidense

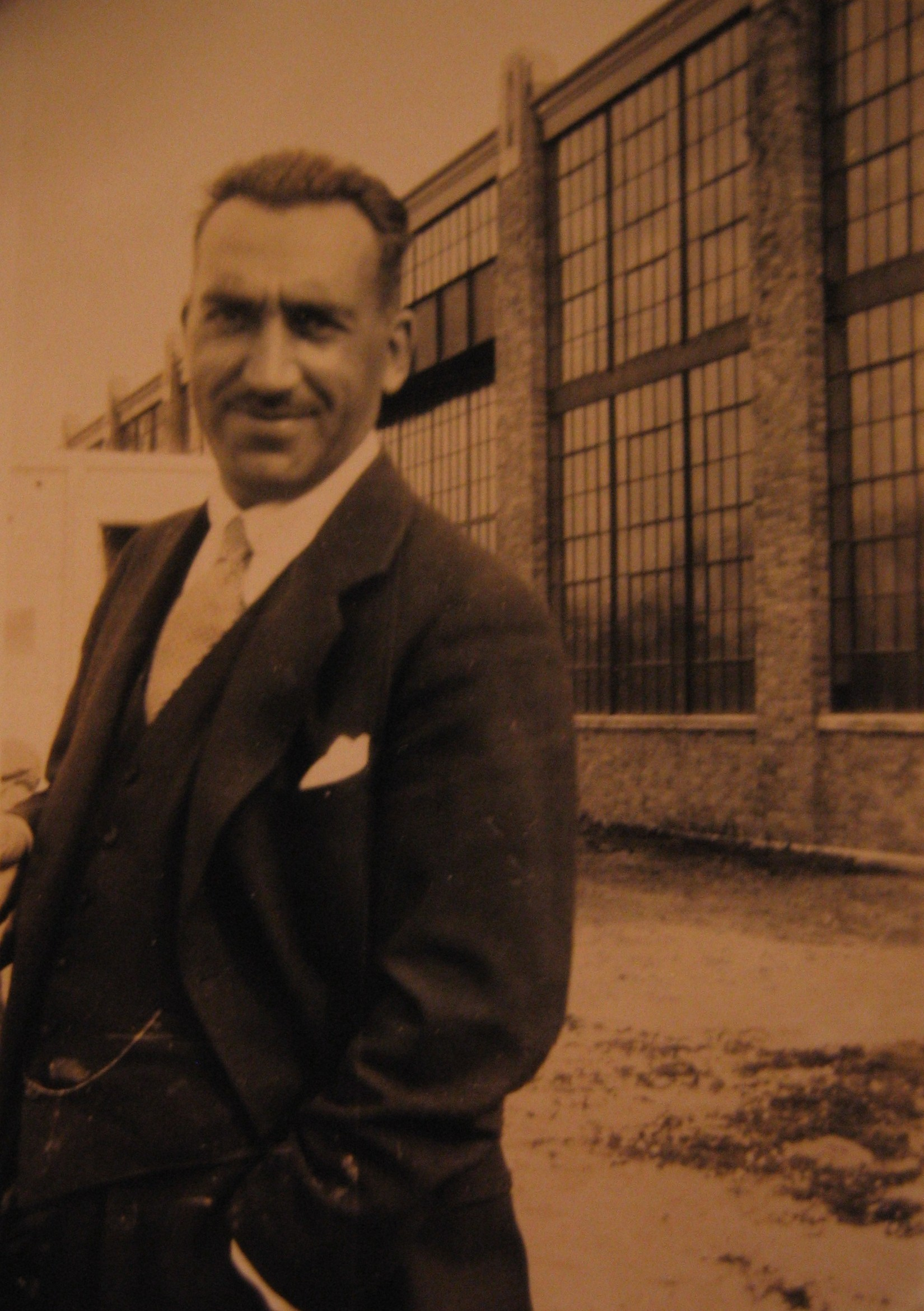
Enea Bossi frente a la fábrica de la corporación en Port Washington, New York

La Corporación Aeronáutica Estadounidense (originalmente en inglés American Aeronautical Corporation) conocida como AAC, es una compañía fundada en octubre de 1928 por Enea Bossi, cuyo propósito era construir hidrocanoas de la firma Savoia-Marchetti. Estaba ubicada en el 730 de la Fifth Avenue en Port Washington, Nueva York.  Las licencias se adquirieron para el monoplano bimotor S.55 y el hidrocanoa biplano monomotor S.56 y ambos fueron probados en un área llamada Miller Army Air Field, pero solo el S.56 llegó a producirse.
El S.56 fue presentado en Italia dos años antes como un hidrocanoa anfibio triplaza con motores enfriados por aire en el rango 90 a 110 hp.  La AAC lo equipó con un motor estadounidense Kinner.  Siguiendo un apogeo de la industria aérea en Estados Unidos, atribuida mayoritariamente al vuelo de Charles Lindbergh en 1927, estuvo entre los pocos diseños extranjeros que se fabricaban en Estados Unidos bajo certificados de Tipo Aprobado (ATC por sus siglas en inglés); y, a $7300 dólares, fue también la primera nave anfibia de bajo precio en el mercado estadounidense. El tamaño y el precio del aparato atrajo a aviadores recreacionales, a pesar de ser difícil de conducir. En el agua al avión le hacía falta un timón, y en tierra el avión se servía sólo de un patín de cola fijo -vale decir, sin frenos convencionales-, y en el aire, cuando las ruedas estaban desplegadas, su resistencia complicaba el pilotaje.
Se construyeron treinta y seis unidades de S.56 designado ATC A-287, que recibió un premio el 4 de enero de 1930.  El S.56 se convirtió en el primer avión usado por el Departamento de Policía de Nueva York, que lo empleó para vigilar la puesta en práctica de las disposiciones regulatorias de vuelo, ayudar en rescates en el mar, y para detener a los transportistas de alcohol durante la vigencia de la llamada Ley seca.  Un diseño posterior, llamado S.56B, resultó ser aún más exitoso. El ATC A-336, por el diseño del S.56B, fue premiado el 11 de julio de 1930. El S.56B incluyó el más potente motor Kinner B-5 de 125 hp (93 kW) y se vendió por $7825 dólares (EUA). Aunque los precios de los S.56 y S.56B eran modestos, la Gran Depresión hizo que en 1933 las ventas cayeran significativamente .
Hoy existen dos AAC S-56 originales. Uno de ellos se exhibe en el Cradle of Aviation Museum (Inglés para Museo Cuna de la Aviación) en Garden City, NUeva York.(photos)
En diciembre de 1928, la AAC nombró al capitán Hugo Veniero d'Annunzio, hijo de Gabriele d'Annunzio, como director y vicepresidente.  El capitán d'Annunzio había llegado a Estados Unidos en 1917 para supervisar la fabricación de los bombarderos Caproni en la planta Fisher Body, como agente de Isotta-Fraschini.
Ya con la fábrica en Port Washington, Long Island, la AAC auspició la construcción de una base de aviones marinos en la ciudad. Fue inaugurada oficialmente el 14 de septiembre de 1929 con la emisión de una medalla circular de bronce, cuyas dimensiones son 4 x 2 15/16" (102 x 73mm) y muestra una impresión por un sólo lado que consiste en un bote volando y un anfibio en lo alto al centro, un bosquejo del edificio de la terminal proyectado en la base, una figura masculina alada abajo a la izquierda, y a la derecha la leyenda "Laying of Cornerstone, New York Seaplane Airport September 14th 1929 American Aeronautical Corporation" (Postura de la primera piedra, Aeropuerto MArino de Nueva York, 14 de septiembre de 1929. Corporación Aeronáutica Estadounidense) En la inauguración discursó, entre otros, Edward P. Warner.